# Quakenbrück
Quakenbrück est une ville allemande en Basse-Saxe, à 50 km d’Osnabrück et à 90 km de Brême. Elle est située dans l'arrondissement d'Osnabrück (Samtgemeinde Artland). 

## Jumelages
- Alençon (France)

## Personnalités liées
- Cinta Laura (née en 1993) artiste y est née.